# Jack Finney
Pour les articles homonymes, voir Finney.
Œuvres principales
- L'Invasion des profanateurs
- Le Voyage de Simon Morley

Jack Finney, né le 2 octobre 1911 à Milwaukee dans le Wisconsin et mort le 14 novembre 1995  à Greenbrae en Californie, est un auteur de science-fiction et de thrillers américain.

## Biographie
Jack Finney est né à Milwaukee, dans le Wisconsin aux États-Unis. Bien que son prénom de naissance fût John, il fut rebaptisé Walter Braden Finney à l'âge de trois ans en mémoire de son père décédé. Pourtant, il fut connu toute sa vie comme Jack Finney. il fréquenta le Knox College à Galesburg, dans l'Illinois. Il épousa Marguerite Guest qui lui donna deux enfants : Kenneth et Marguerite. Après avoir vécu à New York où il travaillait pour une agence de publicité, il déménagea avec sa famille pour Marin County, en Californie, au début des années 1950. Jack Finney mourut à Greenbrae, Californie, d'une pneumonie et d'un emphysème pulmonaire à l'âge de 84 ans, peu après avoir terminé Le Balancier du temps (en) (From Time to Time), la suite du Le Voyage de Simon Morley (Time and again).

## Le Voyage de Simon Morley
Le plus grand succès de Jack Finney fut son roman de science-fiction intitulé Le Voyage de Simon Morley (Time and Again, 1970). Le protagoniste, Simon Morley, travaille dans la publicité à New York City lorsqu'il est recruté pour participer à un projet secret du gouvernement consistant à voyager dans le temps. Au lieu d'utiliser une machine de haute technologie, les participants s'immergent dans la culture et l'histoire d'une époque particulière et voyagent ensuite sous hypnose ou auto-hypnose. Morley se retrouve dans le New York de 1882. Ce roman est remarquable par les descriptions vivantes et très détaillées du New York de cette époque. Morley voit beaucoup de sites historiques, dont certains ont aujourd'hui disparu. Le livre contient également de nombreuses photographies d'époque, dont le protagoniste s'attribue la paternité, qui rendent ses nombreuses descriptions très vivantes et visibles.

## Adaptations au cinéma et à la télévision
Le roman de Jack Finney L'Invasion des profanateurs de 1955 est à l'origine du film de 1956 intitulé L'Invasion des profanateurs de sépultures et de ses remakes L'Invasion des profanateurs en 1978, Body Snatchers, l'invasion continue en 1993 et Invasion en 2007. C'est l'histoire d'extra-terrestres qui envahissent la Terre en prenant possession des corps humains.
Le téléfilm Par-delà l'éternité avec Campbell Scott et Jennifer Jason Leigh, diffusé en 1998, est basé sur une nouvelle éponyme de Jack Finney, publiée originellement dans I Love Galesburg in the Springtime.

## Œuvres

### Romans
- Néant à roulettes, Gallimard, coll. Série noire no 373 ((en) Five Against the House, 1954)
- L'Invasion des profanateurs (The Body Snatchers, 1955)Également édité chez Clancier-Guénaud sous le titre Graines d'épouvante en 1986
- The Third Level, 1957
- En double, Gallimard, coll. Série noire no 413 (The House of Numbers, 1957)
- (en) Assault on a Queen, 1959
- (en) Good Neighbor Sam, 1963
- Un printemps à Galesburg ((en) I Love Galesburg in the Springtime, 1963)
- La Pièce d'à côté ((en) The Woodrow Wilson Dime, 1968)
- Le Voyage de Simon Morley (Time and Again, 1970)
- Le Retour de Marion Marsh (Marion's Wall, 1973)
- (en) The Night People, 1977
- (en) Forgotten News: The Crime of the Century and Other Stories, 1983
- (en) Three by Finney, 1987
- Le Balancier du temps (From Time to Time, 1995) version originale en ligne

### Recueil de nouvelles
- Contretemps, Clancier-Guenaud, 1988 ((en) About Time, 1986), trad. Jérôme Verain
- Nouvelles d'antan : 1948 -1965, Le Bélial', 2023

### Autres nouvelles parues en français
- Le Troisième Palier, 1955 ((en) The third level, 1950)Titré également Le Troisième Sous-sol
- Cesse donc de faire l’avion avec tes mains !, 1976 ((en) Quit zoomin' those hands trough the air, 1951), trad. Michel Rivelin
- Le Fantôme à la fenêtre, 1955 ((en) There is a tide..., 1952)
- Des personnes déplacées, 1974 ((en) On missing persons, 1955), trad. Denise Hersant
- La Lettre d'amour, 1992 ((en) The love letter, 1959), trad. Hélène CollonIn Territoires de l'inquiétude - 5
- Hé! Regardez-moi!, 1980 ((en) Hey, Look at Me!, 1962), trad. Maurice Bernard Endrèbe